# Jennifer Lavigne
Pour les articles homonymes, voir Lavigne.

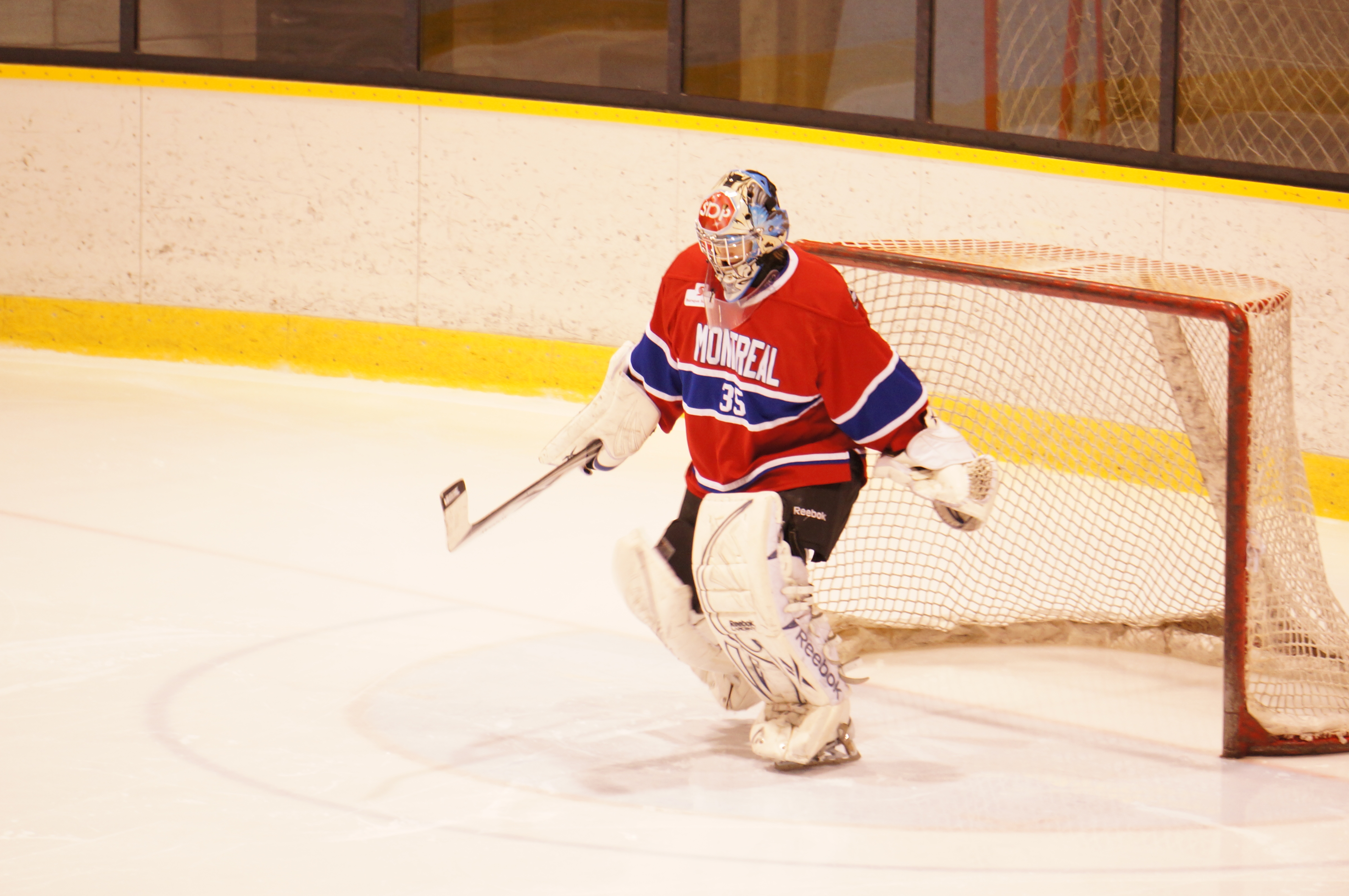
Jenny Lavigne devient la gardienne régulière des Stars lors de la saison 2011-2012

Jenny Lavigne (née le 2 février 1985 à Lac-au-Saumon dans la province de Québec au Canada) est une joueuse canadienne de hockey sur glace qui évoluait dans la ligue élite féminine en tant que gardienne de but.
Elle remporte la coupe Clarkson avec les Stars de Montréal en 2011 et 2012.

## Biographie

### Début au hockey
Elle commence le hockey à l'âge de neuf ans. Elle perfectionne son habileté de gardienne de but en jouant avec les garçons.

### Carrière en club masculin
Médaillée d'or aux Jeux du Québec de 2001 avec l'équipe masculine de l'Est-du-Québec. Elle est repêchée en 2002 par l'Océanic de Rimouski, au sein de la LHJMQ, et participe à leur camp d'entraînement en 2002 et en 2003. Elle joue également au niveau senior AA masculin en 2003-2004 avec les Prédateurs de Mont-Joli.

### SIC
Lavigne joue cinq saisons (de 2000 à 2005) pour les Stingers de Concordia  dans le championnat universitaire canadien. Elle aide les Stingers à participer aux tournois nationaux de hockey féminin universitaire en 2000-2001, 2001-2002 et 2004-2005.

### LNHF
En 2004, elle rejoint l'Axion de Montréal dans la Ligue nationale féminine de hockey. En tant que gardienne substitut, elle apprend beaucoup en formant un duo avec la gardienne de but Charline Labonté. Lavigne participe à la conquête du championnat de la ligue (saison 2005-2006). En fin de saison 2006-2007, l'Axion de Montréal se rend en finale de championnat mais perd 4-0 face au Thunder de Brampton. En proie à des difficultés financières, la Ligue nationale féminine de hockey cesse ses activités en 2007.

### LCHF

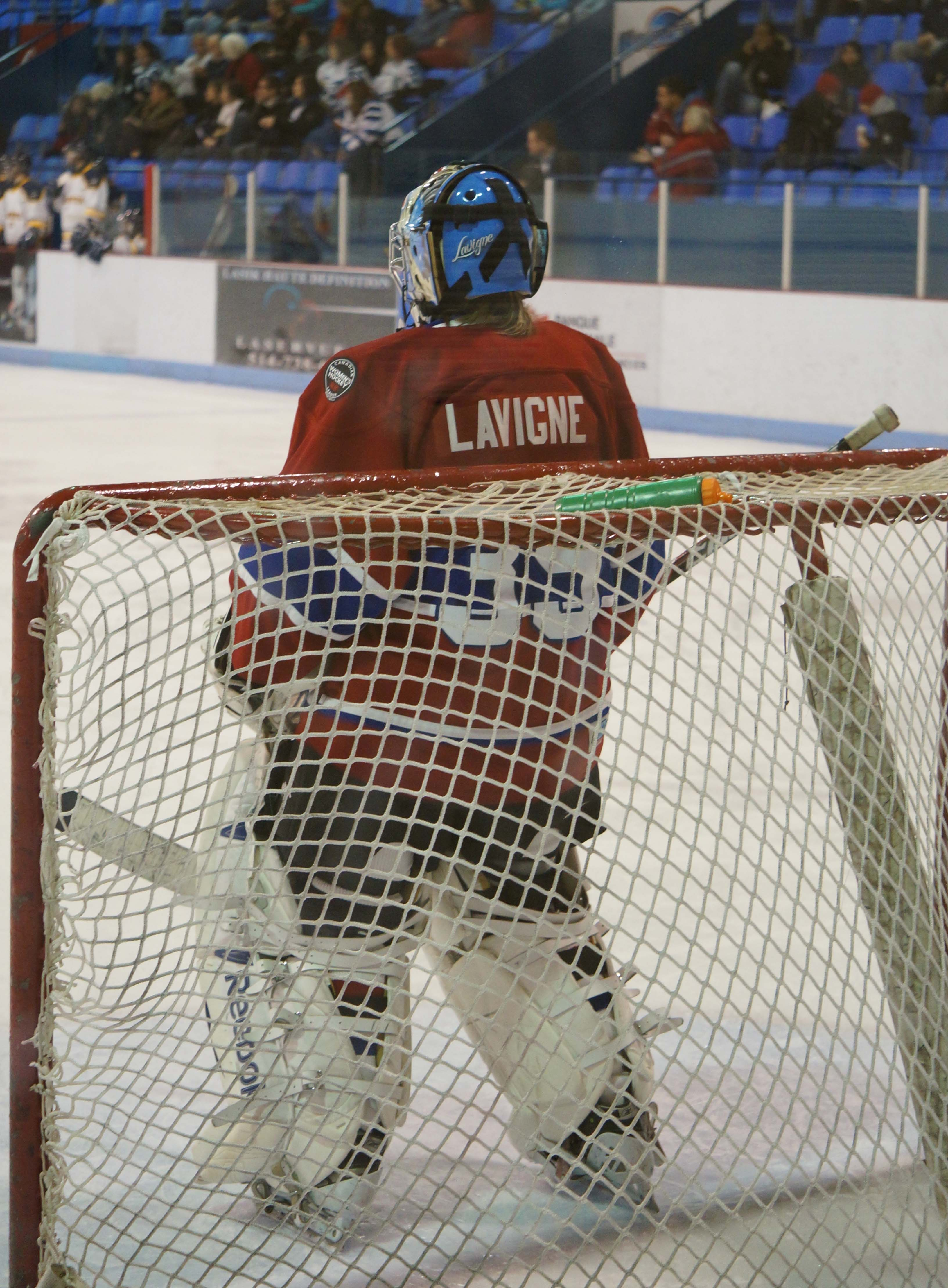
Lavigne est élu la joueuse du match de finale lors de la Coupe Clarkson 2012

Lors de la création de la nouvelle Ligue canadienne de hockey féminin, Lavigne se joint aux Stars de Montréal. Elle est membre de l'équipe depuis 2007–2008 et aide les Stars à remporter cinq championnats LCHL et trois Coupe Clarkson. Lors de la saison 2010-2011, elle garde les buts pendant neuf matchs, en remportant sept matchs pour les Stars avec une moyenne de 2.51. Lors de la saison 2011-2012, en l'absence de Kim St-Pierre enceinte d'un premier enfant, Lavigne devient la gardienne régulière de l'équipe. Elle termine la saison avec une moyenne de 2.39 et une fiche de 19 victoires et 4 défaites. Elle détient en plus le plus grand nombre de blanchissages dans la LCHF.
Lors du tournoi 2012 de la Coupe Clarkson. Lavigne repousse 73 des 75 tirs en 3 matchs et réalise plusieurs arrêts-clés. Le tournoi débute le 22 mars avec une victoire de 7-0 sur les Furies de Toronto, suivi le 23 mars d'un deuxième blanchissage de 2-0 contre le Thunder de Brampton, où Lavigne est élu la première étoile du match. Pour le troisième match, le 24 mars, c'est une jeune gardienne, Ann-Renée Desbiens,,, qui assure la victoire des Stars, par la marque de 5-4 en prolongation, contre les Blades de Boston. La participation d'Ann-Renée Desbiens permet de donner une journée de repos à Jenny Lavigne. En finale de la Coupe Clarkson, dimanche le 25 mars, les Stars maintiennent une avance de 3-0 jusqu'au début de la troisième période. Au cours du match, Lavigne aide les Stars à tenir le Thunder de Brampton en échec lors de sept désavantages numériques.  Seules Courtney Birchard et Cherie Piper réussissent à la déjouer en troisième période. Finalement avec une victoire de 4-2, les Stars remportent pour la troisième fois de leur histoire la coupe Clarkson. Jenny Lavigne est élue la joueuse du match de la finale mais même en ayant connu un tournoi sans défaite avec deux blanchissages, elle ne reçoit pas la distinction de la meilleure gardienne du tournoi. La gardienne de Brampton, Liz Knox qui a encaissé deux défaites dans le tournoi, reçoit l'honneur.

### Sélection du Québec
Lavigne est choisie comme gardienne numéro 1 pour l'équipe du Québec et remporte une médaille d’argent aux Jeux du Canada de 2002.  Elle est médaillée de bronze au Championnat Canadien de 2005 (tenu à Sarnia en Ontario) et médaillée d'argent du Championnat national féminin Esso de 2006 à Sydney (en Nouvelle-Écosse).

### Vie personnelle
Hors de la glace, elle est policière pour la Ville de Châteauguay depuis 2008.

## Statistiques

### En club
| Saison    | Équipe            | Ligue          |    | Saison régulière | Saison régulière | Saison régulière | Saison régulière | Saison régulière | Saison régulière | Saison régulière | Saison régulière | Saison régulière | Saison régulière |   | Séries éliminatoires | Séries éliminatoires | Séries éliminatoires | Séries éliminatoires | Séries éliminatoires | Séries éliminatoires | Séries éliminatoires | Séries éliminatoires | Séries éliminatoires |
| Saison    | Équipe            | Ligue          | PJ | V                | D                | Pr/N             | Min              | BC               | Moy              | % Arr            | Bl               | Pun              | PJ               | V | D                    | Min                  | BC                   | Moy                  | % Arr                | Bl                   | Pun                  |                      |                      |
| 2005-2006 | Axion de Montréal | LNHF 1999-2007 | 35 |                  |                  |                  |                  |                  | 3,12             | 90,9             |                  |                  | 0                |   |                      |                      |                      |                      |                      |                      |                      |                      |                      |
| 2007-2008 | Stars de Montréal | LCHF           | 11 |                  |                  |                  |                  |                  | 2,12             |                  |                  |                  | 0                |   |                      |                      |                      |                      |                      |                      |                      |                      |                      |
| 2010-2011 | Stars de Montréal | LCHF           | 8  |                  |                  |                  |                  |                  | 2,69             | 89,7             |                  |                  | -                | - | -                    | -                    | -                    | -                    | -                    | -                    | -                    |                      |                      |
| 2011-2012 | Stars de Montréal | LCHF           | 23 |                  |                  |                  |                  |                  | 2,40             | 88,6             |                  |                  | 3                |   |                      |                      |                      | 0,67                 | 0                    |                      |                      |                      |                      |
| 2012-2013 | Stars de Montréal | LCHF           | 7  |                  |                  |                  |                  |                  | 2,50             | 90,2             |                  |                  | 1                |   |                      |                      |                      | 0                    | 100                  |                      |                      |                      |                      |
| 2014-2015 | Stars de Montréal | LCHF           | 0  |                  |                  |                  |                  |                  |                  |                  |                  |                  | -                | - | -                    | -                    | -                    | -                    | -                    | -                    | -                    |                      |                      |

## Honneurs et distinctions individuelles
- Compétitrice de La Série Montréal-Québec 2011 télévisée sur TVA[21]. Elle aide l’équipe de Québec à remporter la victoire.
- 3 fois championne de la Coupe Clarkson (2009, 2011 et 2012)
- 5 championnats de saison régulière dans la Ligue canadienne de hockey féminin.
- Championne de la saison 2005-2006 dans la Ligue nationale féminine de hockey.